# 奥夫施拉格
奥夫施拉格（德語：Owschlag）是德国石勒苏益格－荷尔斯泰因州的一个市镇。总面积39.32平方公里，总人口3624人，其中男性1843人，女性1781人（2011年12月31日），人口密度92人/平方公里。